# موريس بايرز
موريس بايرز (بالإنجليزية: Maurice Byers)‏ هو محامي أسترالي، ولد في 10 نوفمبر 1917، وتوفي في 17 يناير 1999.